# Elsa & Emilie
Elsa & Emilie è stato un duo musicale norvegese attivo dal 2010 al 2018 e formato da Elsa Søllesvik ed Emilie Haaland Austrheim.

## Carriera
Originarie di Haugesund, Elsa & Emilie hanno iniziato a creare musica insieme nel 2010. Sono salite alla ribalta nel 2014 da diciottenni con il loro album di debutto Endless Optimism, che ha debuttato alla 31ª posizione della classifica norvegese e che ha fruttato alle ragazze una candidatura ai premi Spellemann, il principale riconoscimento musicale norvegese, per il miglior artista esordiente dell'anno.
Nel 2017 è uscito il secondo album Kill Your Darlings, contraddistinto da un sound più dark, che è stato promosso attraverso una serie di partecipazioni a festival estivi in Norvegia. Nel dicembre del 2018 hanno annunciato che avrebbero interrotto la loro collaborazione artistica dopo otto anni.

## Discografia

### Album in studio
- 2014 – Endless Optimism
- 2017 – Kill Your Darlings

### Singoli
- 2014 – Another Day
- 2016 – Au Volant
- 2017 – Chains of Promises
- 2017 – Ocean